# Atilio Granara Costa
José Atilio Granara Costa (Buenos Aires, 18 luglio 1906 – Buenos Aires, 13 giugno 1933) è stato un calciatore argentino, di ruolo attaccante.

## Biografia
Di famiglia agiata, era un odontoiatra; Granara Costa viveva in via Ayacucho, a Buenos Aires. Morì a 27 anni, nel 1933, a causa di una malattia.

## Caratteristiche tecniche
Giocava come interno destro o come centravanti. Era abile nella finalizzazione e sul campo era molto corretto.

## Carriera
Iniziò la sua carriera nell'Estudiantes, società di Buenos Aires; passò poi al Colegiales, formazione in cui risaltò per le sue doti, integrando la prima linea. Passò poi al River Plate nel 1927; con il club di Núñez giocò le ultime stagioni dilettantistiche e partecipò al primo campionato professionistico. In questo torneo realizzò 4 reti, con una tripletta al Vélez Sarsfield l'8 dicembre 1931. Nel 1932 partecipò alla vincente stagione del River, che ottenne il titolo. Giocò l'ultimo incontro della sua carriera il 18 settembre 1932.

## Palmarès

### Club

#### Competizioni nazionali
- Campionato argentino: 1

River Plate: 1932